# Lipiński (herb szlachecki)

Lipiński

Lipiński (Lipinski) – kaszubski herb szlachecki, znany z jedynej pieczęci. Przemysław Pragert pisze, że jest to być może zniekształcona Doliwa.

## Opis herbu
Opis z wykorzystaniem zasad blazonowania, zaproponowanych przez Alfreda Znamierowskiego:
W polu czerwonym pas srebrny na którym trzy pierścienie czerwone w pas. W klejnocie nad hełmem bez korony dwa rogi bawole srebrne. Labry: czerwone, podbite srebrem.

## Najwcześniejsze wzmianki
Herb wymieniają Ostrowski (Księga herbowa rodów polskich) i Nowy Siebmacher. Pochodzi on z pieczęci Lengfelda Johanna Ludwiga von Lipinski, chorążego pruskiego pochodzącego z Kaszub, w 1787 roku.

## Herbowni
Lipiński (Lipinski). Tadeusz Gajl wymienia jeszcze nazwisko Schur. Prawdopodobnie jest to błąd. Przemysław Pragert twierdzi bowiem, że Schur-Lipińscy używali herbu Lipiński III.